# Seleção Surinamesa de Voleibol Masculino
A seleção surinamesa neerlandesas de voleibol masculino é uma equipe caribenha composta pelos melhores jogadores de voleibol de Suriname. A equipe é mantida pela Federação de Voleibol de Suriname. Encontra-se na 72ª posição do ranking mundial da Federação Internacional de Voleibol segundo dados de 6 de setembro de 2021.
Nunca participou de uma edição de Jogos Olímpicos ou Campeonato Mundial. No âmbito continental, estreou no Campeonato da NORCECA em 2019, sendo seu melhor resultado oitavo lugar (2019).